# Helen Hayes

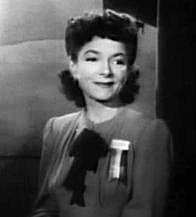
Helen Hayes

Helen Hayes (n. 10 octombrie 1900, Washington, D.C., District of Columbia, SUA – d. 17 martie 1993, Nyack⁠(d), Rockland County, New York, SUA) a fost o actriță americană, câștigătoare a două premii Oscar și laureată a triplei recunoașteri filmice numită Triple Crown of Acting, o categorie aparte pentru actorii și actrițele care sunt câștigători ai premiilor Oscar, Tony și Emmy.

## Filmografie
| An   | Film                                                   | Rol                              | Note |
| ---- | ------------------------------------------------------ | -------------------------------- | --- |
| 1910 | Jean and the Calico Doll și un film Vitagraph ulterior | Juvenile lead                    | Hayes și-a amintit într-un interviu din 1931 pentru The New York Times că a jucat rolul principal în două filme cu Jean, câinele de la Vitagraph. |
| 1917 | The Weavers of Life                                    | Peggy                            | |
| 1928 | The Dancing Town                                       | Olive Pepperall                  | Scurtmetraj. Cu Humphrey Bogart. |
| 1931 | The Sin of Madelon Claudet                             | Madelon Claudet                  | Premiul Oscar pentru cea mai bună actriță |
| 1931 | Arrowsmith                                             | Leora Arrowsmith                 | |
| 1932 | A Farewell to Arms                                     | Catherine Barkley                | |
| 1932 | The Son-Daughter                                       | Lian Wha 'Star Blossom'          | |
| 1933 | The White Sister                                       | Angela Chiaromonte               | |
| 1933 | Another Language                                       | Stella 'Stell' Hallam            | |
| 1933 | Night Flight                                           | Madame Fabian                    | |
| 1934 | Crime Without Passion                                  | Extra in hotel lobby             | Nemenționată |
| 1934 | This Side of Heaven                                    | Actress on screen in theatre     | Nemenționată |
| 1934 | What Every Woman Knows                                 | Maggie Wylie                     | |
| 1935 | Vanessa: Her Love Story                                | Vanessa Paris                    | |
| 1938 | Hollywood Goes to Town                                 | Rolul ei. Nemenționată           | Scurtmetraj |
| 1943 | Stage Door Canteen                                     | Rolul ei                         | |
| 1952 | My Son John                                            | Lucille Jefferson                | |
| 1953 | Main Street to Broadway                                | Rolul ei                         | |
| 1956 | Anastasia                                              | Dowager Empress Maria Feodorovna | Nominalizare—Premiul Globul de Aur pentru cea mai bună actriță - film dramatic                                                                    |
| 1959 | Third Man on the Mountain                              | Tourist                          | Nemenționată |
| 1961 | The Challenge of Ideas                                 | Narator                          | Scurtmetraj |
| 1970 | Airport                                                | Ada Quonsett                     | Premiul Oscar pentru cea mai bună actriță în rol secundar                                                                                         |
| 1974 | Herbie Rides Again                                     | Mrs. Steinmetz                   | Nominalizare — Premiul Globul de Aur pentru cea mai bună actriță în rol secundar - film de comedie sau muzical                                    |
| 1975 | One of Our Dinosaurs Is Missing                        | Hettie                           | |
| 1977 | Candleshoe                                             | Lady Gwendolyn St. Edmund        | |
| 1987 | Divine Mercy: No Escape                                | Narator                          | ultimul rol de film |

## Legături externe
- Helen Hayes la Internet Movie Database